# Chiridota rotifera
Chiridota rotifera is een zeekomkommer uit de familie Chiridotidae.
De wetenschappelijke naam van de soort werd in 1851 gepubliceerd door Louis François de Pourtalès.